# Ambassade de Guinée au Ghana
L'ambassade de Guinée au Ghana est la mission diplomatique officielle de la république de Guinée en République du Ghana, située à Accra.

## Historique
La Guinée a obtenu son indépendance en 1958 et a été rapidement reconnue par le Ghana, Une ambassade guinéenne a été créée à Accra cette année, dirigée par Abdoulaye Diallo.

## Liste des ambassadeurs
| N° | Nom et prénoms  | titre de fonction | Début            | Fin              |
| -- | --------------- | ----------------- | ---------------- | ---------------- |
| 01 | Camara Laye     | ambassadeur       |                  |                  |
| 02 | Olga Siradin    | ambassadeur       |                  | 4 février 2022   |
| 03 | Jean Mathô Doré | Chargé d'affaires | 9 février 2022   | 15 décembre 2022 |
| 03 | Jean Mathô Doré | ambassadeur       | 15 décembre 2022 | En cours         |

## Voir également
- Relations Ghana-Guinée
- Liste des missions diplomatiques au Ghana
- Liste des missions diplomatiques de la Guinée